# گیگو (چین)
گیگو (به لاتین: Gyêgu) یک شهرک در جمهوری خلق چین است که در Yushu City, Qinghai واقع شده‌است.